# Gustaf Rettig
Gustaf Rettig, född 19 oktober 1842 i Hanebo församling, Gävleborgs län, död 21 september 1918 i Söderhamn, var en svensk industriman. Han var äldste son till Carl Anton Rettig, måg till Johan Gustaf Brolin och far till Edith Rettig.
Efter studentexamen 1861 studerade Rettig under ett par år kemi vid Uppsala universitet och 1864–1867 vid bergsakademien i Leoben. Under åren 1867–1878 deltog han i skötseln av faderns järnbruk i Kilafors och Tönshammar, men bosatte sig därefter i Söderhamn och var 1878–1891 kamrer i Gefleborgs Enskilda Banks kontor i staden, i vars avdelningsstyrelse han även var ledamot. År 1892 bildade han Sandviks Tegelbruks AB, vars direktör han var i ett 20-tal år.  
Rettig, som hade stort intresse för de kommunala angelägenheterna, var ordförande i Söderhamns stads drätselkammare 1883–1910 och under flera perioder ledamot av stadsfullmäktige. Han var även styrelseledamot i Marma Sågverks AB.